# Kim Hinkelmann
Kim Lara Hinkelmann (* 16. Oktober 2001 in Leverkusen) ist eine deutsche Handballspielerin.

## Karriere
Kim Hinkelmann spielte bereits in der Jugend für den TSV Bayer 04 Leverkusen. Mit der A-Jugend konnte sie 2018 die deutsche Meisterschaft gewinnen. Im März 2019 debütierte sie in der 1. Bundesliga. 2022 wechselte sie nach Dänemark zu Holstebro Håndbold und spielte hier in der 2. Liga. Seit Sommer 2023 steht sie beim deutschen Bundesligisten Sport-Union Neckarsulm unter Vertrag.
2023 wurde sie in den erweiterten Kader der deutschen Nationalmannschaft für die Weltmeisterschaft berufen.